# Градницы
Гра́дницы — село в Бежецком муниципальном округе Тверской области. До апреля 2023 г. входило в состав упраздненного Борковского сельского поселения, до 2006 года было центром Градницкого сельского округа.

## География
Находится в 10 км к северо-востоку от районного центра Бежецк, в 1,5 км от автодороги 28К-0058 Тверь — Устюжна. Рядом с селом находится деревня Село Новое.

## История
В Списке населенных мест Тверской губернии 1859 года в Бежецком уезде значится погост Градницы, 12 дворов, 68 жителей.
В конце XIX — начале XX века Градницы числятся селом, в 1887 году здесь церковь, 7 жилых и 26 нежилых строений, земская школа, волостное правление Новской волости (названа по соседней деревне Село Новое).
В 1842 году в селе была основана земская школа. Она содержалась на средства земства и размещалась в собственном помещении. В школе было две комнаты, она располагала 380 учебниками, 29 книгами для внеклассного чтения. В школе учились дети из 14 селений, с которыми занимались два преподавателя. Численность учащихся достигала 100 человек, со значительным преобладанием мальчиков:
· 1886 г. — 67 мальчиков и 28 девочек;
· 1887 г. — 55 мальчика и 24 девочек;
· 1888 г. — 60 мальчиков и 12 девочек;
· 1889 г. — 80 мальчика и 17 девочек.
В 1914 году прихожанами Троицкой церкви села Градницы были 5039 человек из 35 окрестных деревень.
В Советское время село развивалось как центр сельсовета, а в послевоенное время как центральная усадьба колхоза им. Кирова.
В 1997 году — 79 хозяйств, 232 жителя. Администрация сельского округа, центральная усадьба колхоза (СПК) им. Кирова, средняя школа, ДК, библиотека, медпункт, почта, магазин.

## Население
| 1859 | 2008 | 2010 |
| ---- | ---- | ---- |
| 68   | ↗247 | ↘178 |

Население по переписи 2002 года — 243 человек, 118 мужчины, 125 женщины.

## Достопримечательности
- руины церкви Троицы Живоначальной, построенной в 1794 г. В церкви венчались родители Николая Степановича Гумилёва[5].

- музей «Дом поэтов».

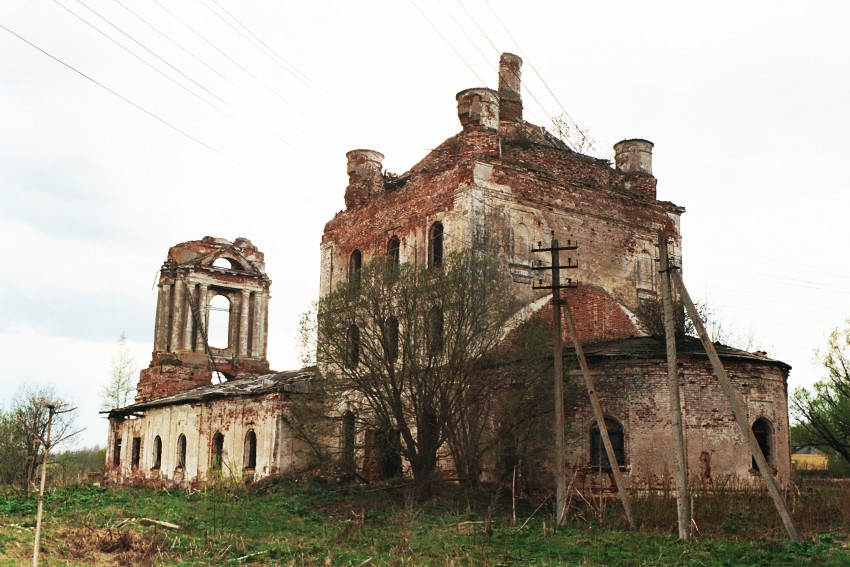
Руины церкви Троицы Животворящей в с. Градницы Бежецкого района

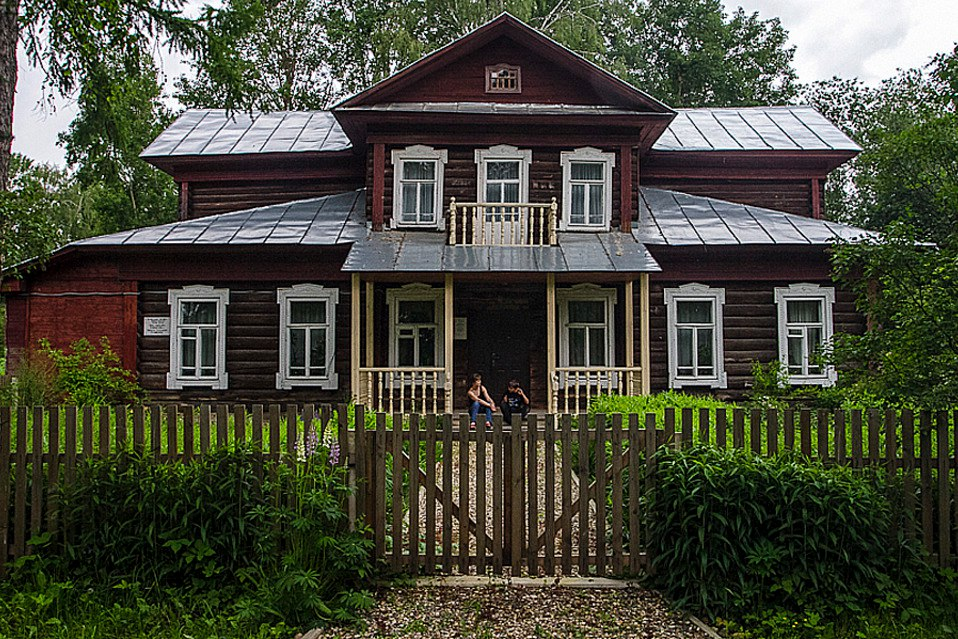
Музейно-литературный центр «Дом поэтов» в Градницах

Сельцо Слепнёво находилось в 6,5 км к северо-востоку от Градниц (сейчас за прудами Бежецкого рыбхоза). Усадебный дом в Слепнёво был построен в конце XVIII века и принадлежал помещикам Львовым. В начале XX века совладелицей усадьбы была Анна Ивановна Гумилёва (Львова), мать поэта Николая Степановича Гумилёва. Он приезжал в усадьбу с 1908 года, а с 1911 по 1917 годы сюда на каждое лето приезжала Анна Андреевна Ахматова. Она написала в Слепнёве, которому придавала большое значение в своей жизни, шестьдесят стихотворений, в том числе известное «Я научилась просто, мудро жить…». В слепнёвском доме прошло детство сына поэтов, известного историка Льва Николаевича Гумилёва. В 1917 году хозяева оставили усадьбу Слепнёво. Анна Ивановна Гумилёва с пятилетним внуком Львом переселились в Бежецк, опустевший слепнёвский дом использовали для разных хозяйственных нужд.
В 1935 году в селе Градницы сгорела школа. Было решено разобрать слепнёвский усадебный дом, перевезти его в Градницы и открыть в нём школу.
Школа в перевезённом усадебном доме действовала более полувека, пока не была переведена в новое здание в 1987 году. Мемориальный дом освободился и в июне 1989 года (в год столетия со дня рождения Анны Андреевны Ахматовой) была открыта музейная экспозиция в 4-х залах мезонина.
Осенью 2008 года музейно-литературный центр «Дом поэтов» в Градницах стал филиалом Тверского государственного объединённого музея.